# Plaga de conill europeu a Austràlia

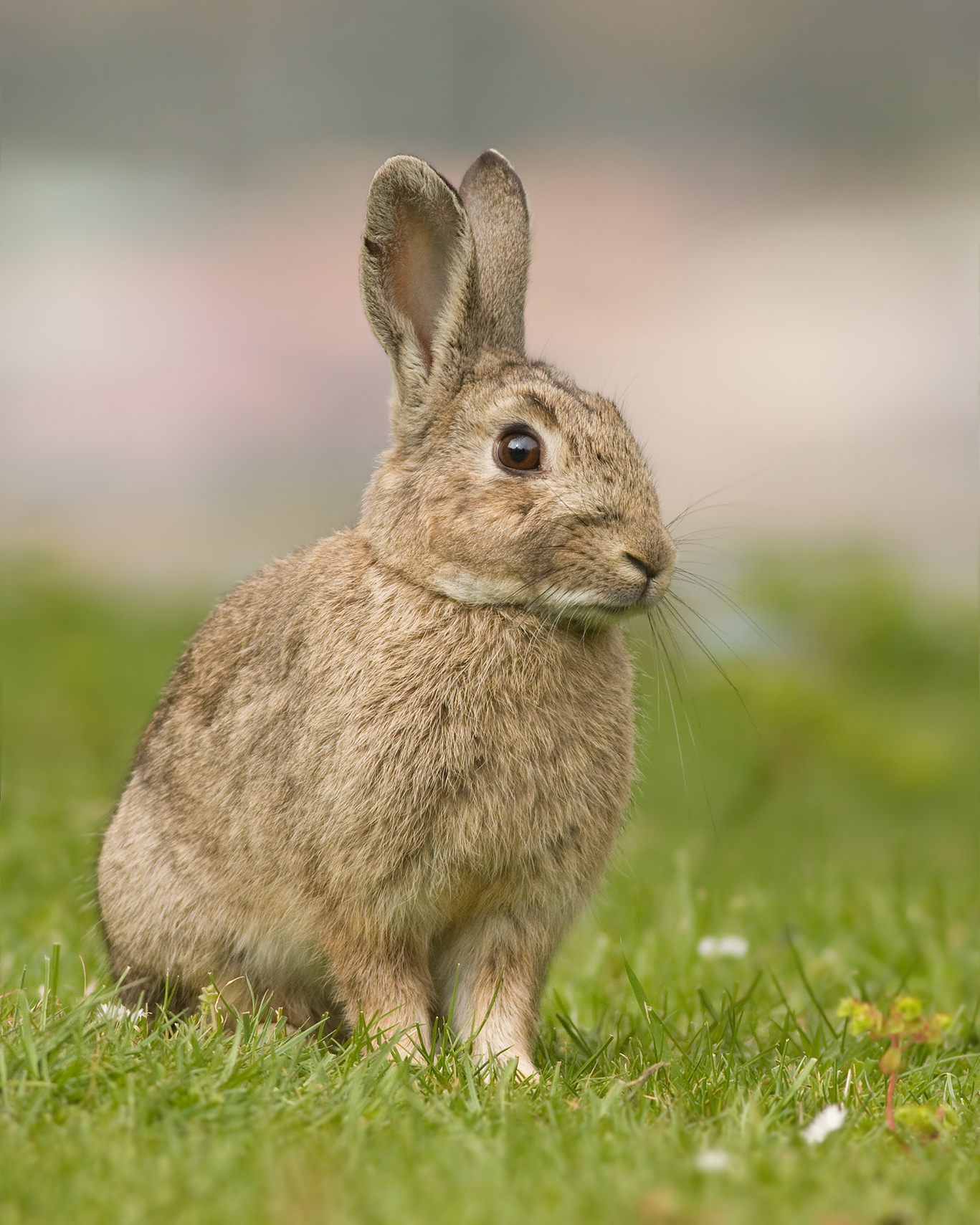
Un conill europeu a l'illa de Tasmània (Austràlia)

La plaga de conill europeu a Austràlia es va iniciar el segle xviii amb la introducció de l'espècie per part de la Primera Flota i es va estendre a arreu del territori. Les poblacions de conill salvatge són una plaga de mamífer greu i una espècie invasora a Austràlia que provoca milions de pèrdues en collites. La seva ràpida extensió pot haver sigut impulsada a través dels diversos creuaments entre conills.
Durant el segle XX es van provar diferents mètodes per controlar la població de conill australiana. Els mètodes convencionals inclouen disparar-los i destruir els seus caus, però aquests van tenir un èxit limitat. El 1907, es va construir una tanca a Austràlia Occidental en un intent de contenir l'avanç de la seva població. El virus de mixoma, el qual causa mixomatosi, va ser innoculat a la població de conill durant la dècada dels anys 50 i va aconseguir reduir severament la seva població. Tanmateix, els supervivents de llavors ençà s'han adaptat i han recuperat parcialment la seva pobació anterior.

## Història
Els conills van ser introduïts a Austràlia per la Primera Flota, l'any 1788. En les primeres dècades, el seu nombre no era tan gran, jutjant per la seva absència a les col·leccions arqueològiques de les restes alimentàries colonials primerenques. Però, l'any 1827 a Tasmània, un article en un periòdic de l'illa va alertar sobre el seu creixement: "... El conill comú està esdevenint tan nombrós per tota la colònia, que en algunes grans propietats se'ls compta per milers. Entenem, que a la colònia gran però, no hi ha conills" Això mostra clarament una explosió de la població del conill a l'illa i estat de Tasmània en el segle xix primerenc. Sobre Nova Gal·les del Sud, Cunningham va anotar: "... Els conills són criats al voltant de les cases, però encara no en tenim de salvatges en els tancaments..." També va anotar que les runes de sorres fregades entre Sydney i Botany Bay serien ideals per la cria de conills. El primer recinte per la cria de conills registrat, és el d'Alexander Macleay a la Casa de la Badia d'Elizabeth: "es preserva el conill, envoltat d'una important paret de pedra i ben proveït amb aquell joc d'elecció"." A la dècada dels 40, el conill esdevenia encara més comú, amb exemples en registres judicials de robatori de conills a les cases dels pobles i formant part de les dietes alimentàries.
Entre 1857 i 1858, Alexander Buchanan, de la propietat Anlaby Estate de F. H. Dutton a la zona mig-nord del sud d'Austràlia, va deixar anar diversos conills per practicar l'esport de caça. La seva població va romandre bastant estable fins al voltant de 1866, suposadament havia estat controlada per carnívors autòctons i estava protegida per una Llei del Parlament, però cap al 1867 ja es trobava fora de control. L'explosió poblacional es va atribuir a la desaparició de depredadors nadius, però posteriorment s'ha atribuït més a la selecció natural pròpia del conill que s'hauria tornat més resistent.

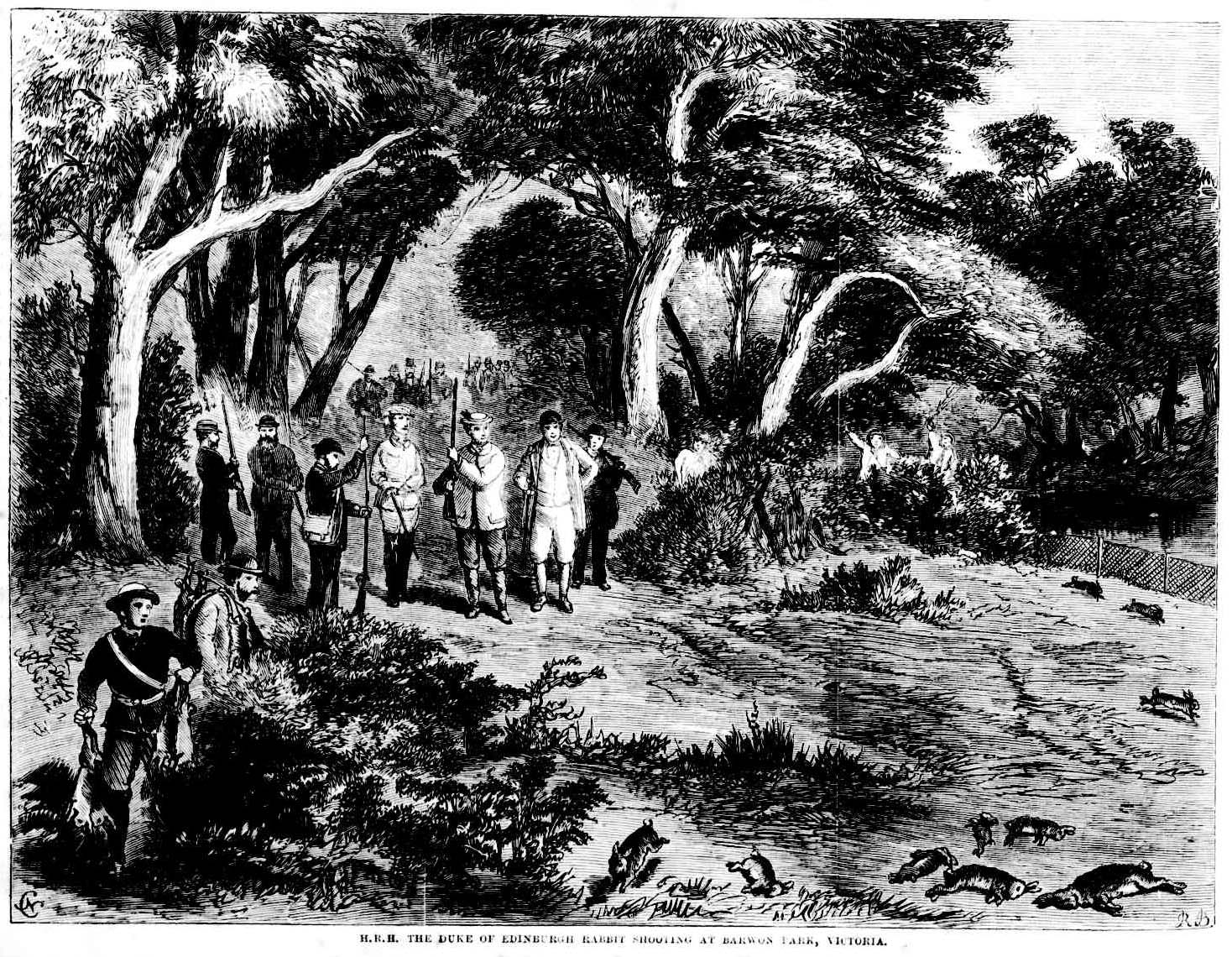
Alfred, Duc d'Edimburg, tiroteig de conill a Barwon Parc, Victoria a la dècada de 1860

L'actual plaga té el seu origen en l'alliberament de 24 conills salvatges per part de Thomas Austin amb el propòsit de caçar-los posteriorment, a l'octubre 1859, dins de la seva propietat, de Barwon Park, prop de Winchelsea, Victoria. Mentre vivia a Anglaterra, Austin havia caçat conills regularment els caps de setmana. Al arribar a Austràlia, on no hi havia població de conill nativa, Austin va demanar el seu nebot William Austin que es trobava a Anglaterra, que li enviés 12 conills grisos, 5 llebres, 72 perdius, i alguns pardals, per tal de poder continuar el seu hobby i crear una població local de l'espècie. Al cap de poc temps, va dir: "La introducció d'uns quants conills podria fer pocs danys i proporcionar l'establiment de llars i la caça". William no va poder aportar prou conills grisos per complir les ordres del seu oncle, de manera que va completar l'encàrrec comprant conills domèstics. Una teoria de perquè els conills de Barwon Park s'adaptaven tan bé a Austràlia és que els conills híbrids derivats de la barreja dels dos tipus diferents eren molt més adequats a les condicions del país. Molts altres granges van alliberar els seus conills a la natura després que ho fes Austin.

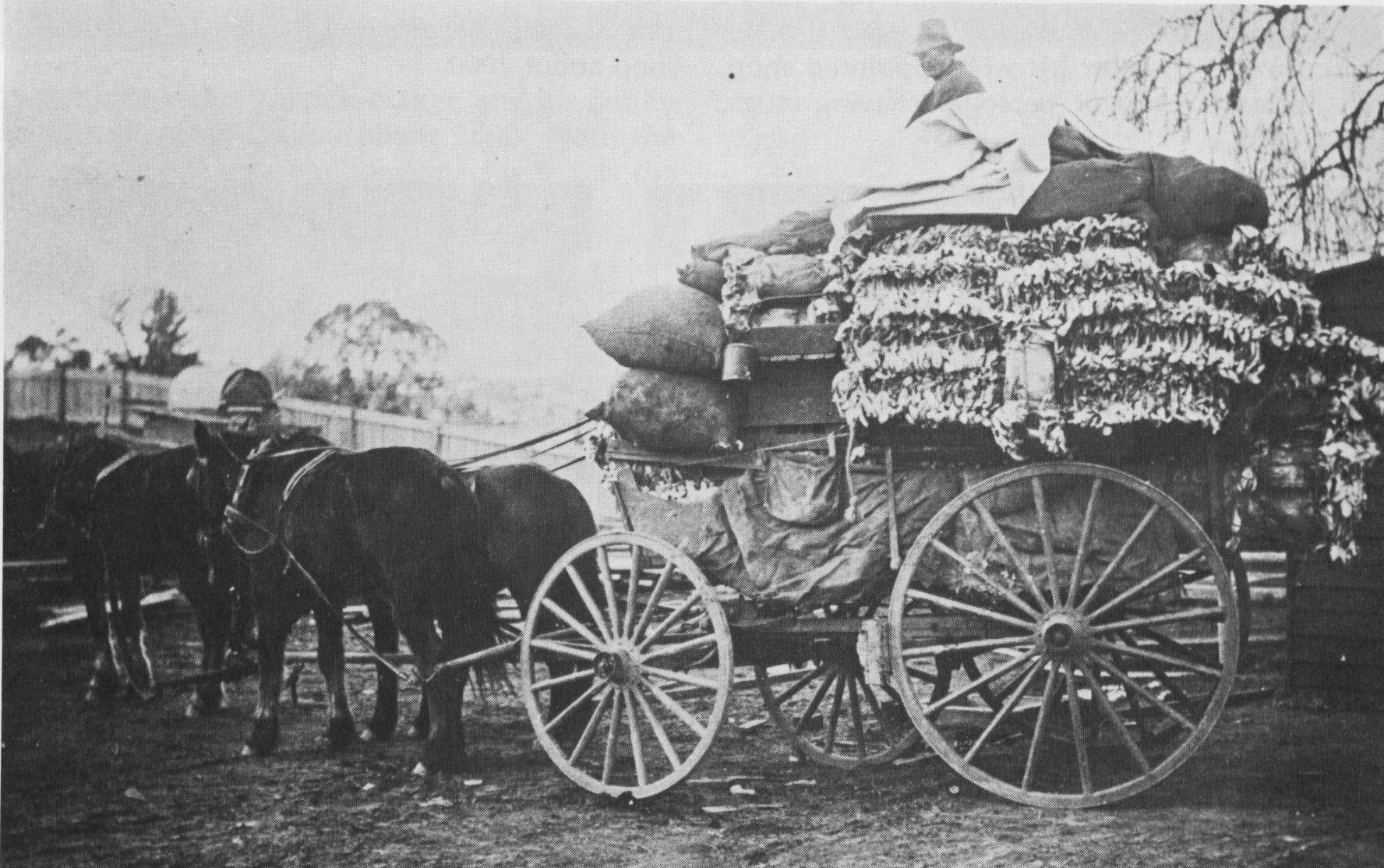
Una càrrega de pells de conill, nord de Tablelands, Nova Gal·les del Sud

Els conills proliferaven extremadament i es van estendre ràpidament a través de les zones del sud del país. Austràlia disposava de les condicions ideals per una explosió de la població de conill. Amb hiverns suaus, els conills eren capaços de criar l'any sencer. Amb una explosió agrària generalitzada, àrees de matolls o boscos es van convertir en enormes zones amb vegetació baixa, creant hàbitats ideals per l'espècie.
En un clàssic exemple de conseqüències no desitjades, 10 anys després de la seva introducció el 1859, dos milions de conills podien ser caçats o atrapats anualment sense exercir cap efecte notable en la disminució de la seva població. Sent el creixement de població més gran mai registrat d'un mamífer a qualsevol lloc del món. Avui, els conills estan arrelats a les zones del sud i centre del país, amb poblacions disperses als deserts del nord.
Tot i que el conill és una plaga important, va ser útil a moltes persones durant les depressions dels 90 del segle xix i dels anys 30 del XX, proporcionant ingressos alimentaris extres que van ajudar pagesos, ramaders i aturats. Els conills també alimentaven als gossos caçadors i s'utilitzaven per alimentar a les aus de corral. Més tard, es van comercialitzar localment i exportar les carcasses de conill congelades. La seva pell va ser comercialitzada i encara es fa servir a la indústria del barret de feltre.

## Efectes sobre l'ecologia d'Austràlia

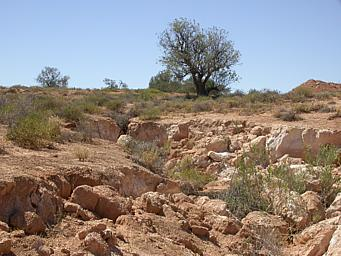
L'erosió d'un escorranc al sud d'Austràlia, causat per un sobrepasturatge de conills

Des de la seva introducció des del continent europeu en el segle xix, l'efecte dels conills en l'ecologia d'Austràlia ha estat devastadora. Són els principals sospitosos de la més gran desaparició d'espècies al país. Els conills han tingut un impacte immens en l'abundància de disponibilitat de recursos naturals, principalment a causa del sobrepasturatge. Els conills primer exhauren la vegetació de pastura natural, i llavors recorren a consumir vegetació llenyosa, incloent petits arbustos, i les fulles i l'escorça dels arbres. La dimensió de la pèrdua d'espècies de planta és desconegut en l'actualitat, encara que es coneix que els conills provoquen la mort d'arbres joves per anellament, en boscos i propietats.
Els conills també són responsables dels greus problemes d'erosió, ja que mengen plantes autòctones, deixant el sòl superior exposat i vulnerable a l'erosió de les làmines, els barrancs i el vent. L'eliminació d'aquest sòl és devastador per a la terra, ja que triguen molts centenars d'anys a regenerar-se.

## Mesures de control
El 1887, les pèrdues provocades pel conill van obligar el govern de Nova Gal·les del Sud a oferir una recompensa de 25,000£ per "qualsevol mètode d'èxit no anteriorment conegut a la Colònia, efectiu per l'exterminació de conills". La comissió va rebre 1.456 suggeriments, incloent diverses propostes com els controls biològics (veure a sota), però cap va d'ells va ser considerat suficienment segur i eficaç.
Una Comissió Reial va ser enviada per investigar la situació l'any 1901. Una vegada que el problema va ser entès, diversos mètodes de control van ser provats per limitar o reduir la població de conills a Austràlia. Aquests mètodes van tenir un èxit limitat, fins a la implantació de mètodes de control biològic a la última meitat del segle xx.

### Mesures comunes de control

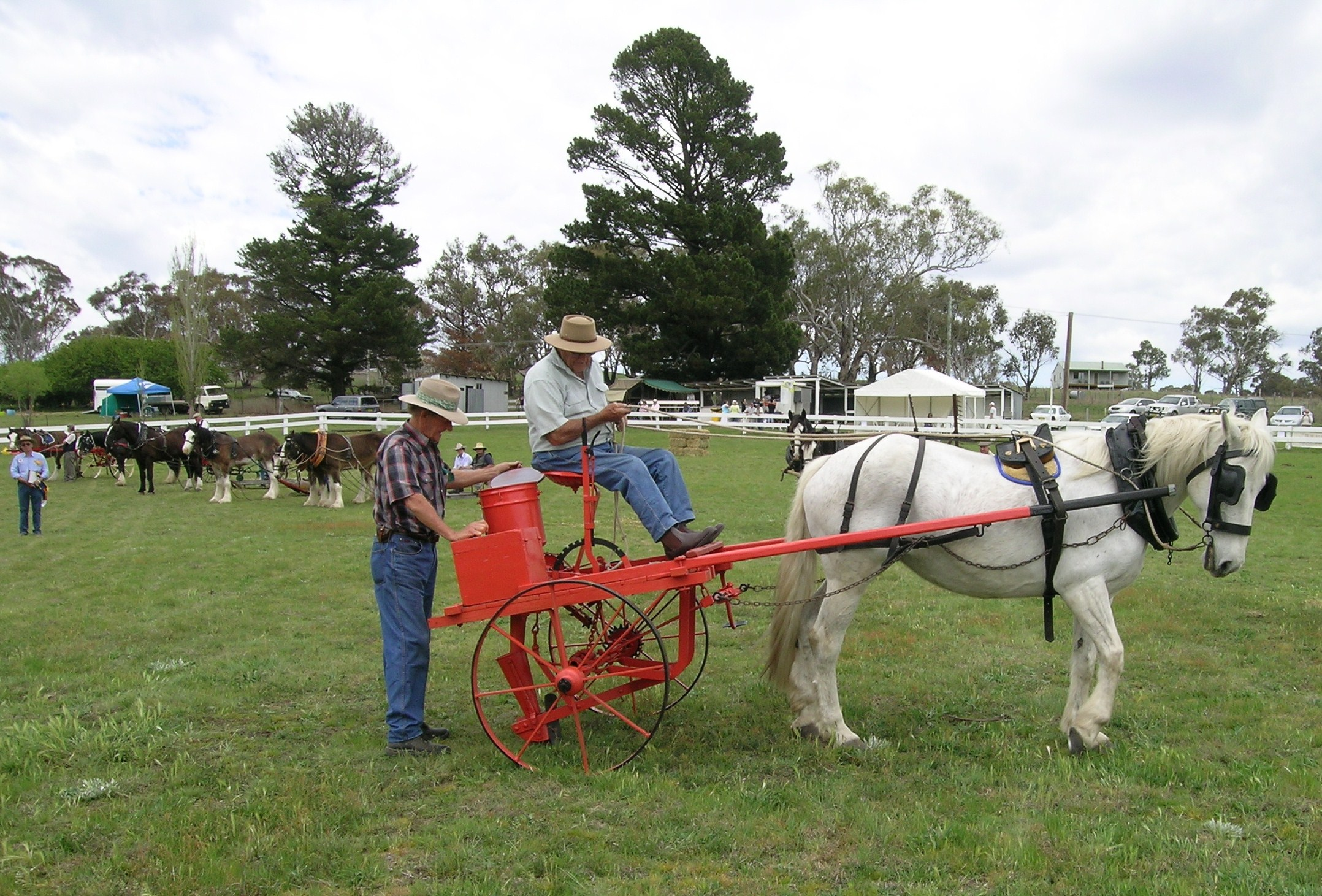
Antic carro que distribuïa esquers enverinats per matar conills, Woolbrook

La caça de conills és el mètode de control més comú, té èxit alhora de mantenir petites poblacions i proporciona menjar a les persones o animals de companyia, encara que és ineficaç per l'erradicació a gran escala.
La destrucció mitjançant buldòzers i tractors (un procediment en què els conills són desmembrats o enterrats vius a mesura que els buldòzers arrosseguen les llinades afilades són conduïts sobre els seus cèrcols). El terra sorrenc de moltes parts d'Austràlia fa que aquest mètode sigui fàcilment utilitzat, tot i provocar una mort molt dolorsa a l'animal.
L'emmetzinament és probablement la tècnica convencional més àmpliament utilitzada, requereix poc esforç, i és capaç de destruir una població local, encara que el repoblament és gairebé inevitable, a causa de la mobilitat de l'animal. Es col·locaven esquers de segó cordats amb un verí de fòsfor fabricat per Sayers, Allport & Potter. L'avantatge del fòsfor és la seva resistència al clima sec i no presenta un perill greu pel bestiar o animals de companyia. Tanmateix però, presenta un risc de foc considerable i la concentració de fum pot esdevenir tòxica.
Els veríns més moderns per controlar la població de conill són el sodi fluoroacetat ("1080") i el pindone.
Una altra tècnica que també s'utilitza són les fures, les fures son alliberades per empaitar els conills i ser més fàcilment caçats o portats fins a les xarxes-trampa. El número de conills que poden matar les fures és limitat, i es tracta més d'una activitat de caça que d'un mètode de control seriós. Tot i que les fures i altres espècies de mustèlids s'utilitzen com a mesures de control, Austràlia té significativament menys mustèlids salvatges per la caça de conills invasors en comparació amb Europa i els Estats Units.

### Tanques
L'ús de tanques pot ser una forma molt eficaç d'aconseguir una zona lliure de conills. A la dècada de 1880, James Moseley va envoltar l'estació de Coondambo amb xarxa de filferro i va tancar els cursos d'aigua; a la primera onada de calor, els conills van morir de set. Poc després de 1900, va tancar les estacions desertes de Yardea, Paney, Pondana, Yarloo i Thurlga a les franges de Gawler amb una xarxa de filferro de 150 milles (240 km), convertint-les en uns quants anys d'una terra degradada pels conills en un profitós camp on les ovelles corren.
Exemples moderns coneguts, que també exclouen guineus, gossos i gats són els santuaris de vida salvatge de Warrawong i Yookamurra, el seu pioner va ser John Wamsley.
Dos exemples ben coneguts de grans tanques són:

#### Queensland

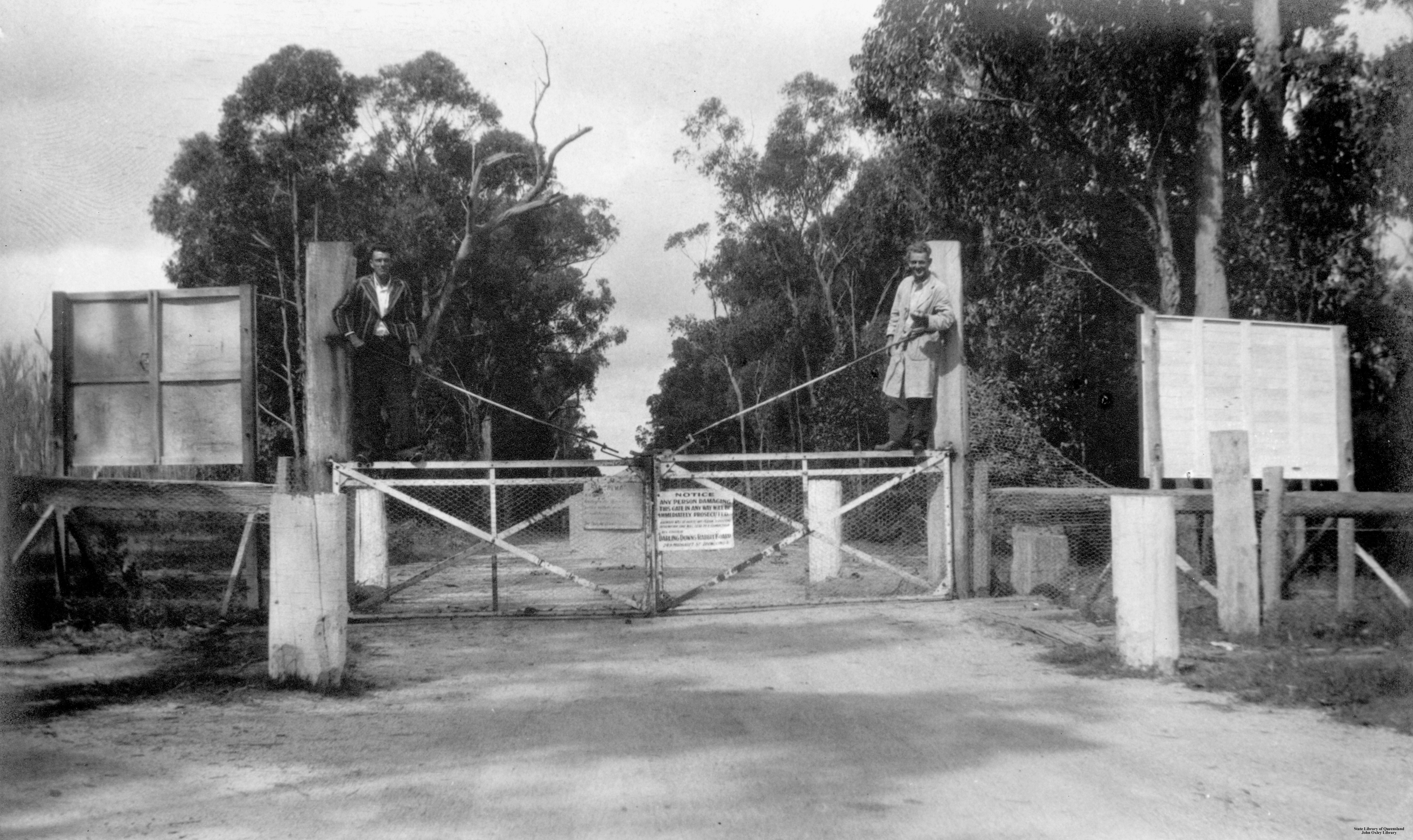
Porta de la Tanca per evitar l'entrada de conills a Stanthorpe, Queensland, 1934

El 1893, es va iniciar la instal·lació d'una tanca de prova a Queensland. I progressivament el mètode es va anar estenén en els següents anys. El 1997, el tramp final va ser construït, connectant-lo a la tanca de Dingo. Estenent-se de Mount Gipps, (prop de Rathdowney) a Goombi entre Chinchilla i Milles.

#### Austràlia occidental

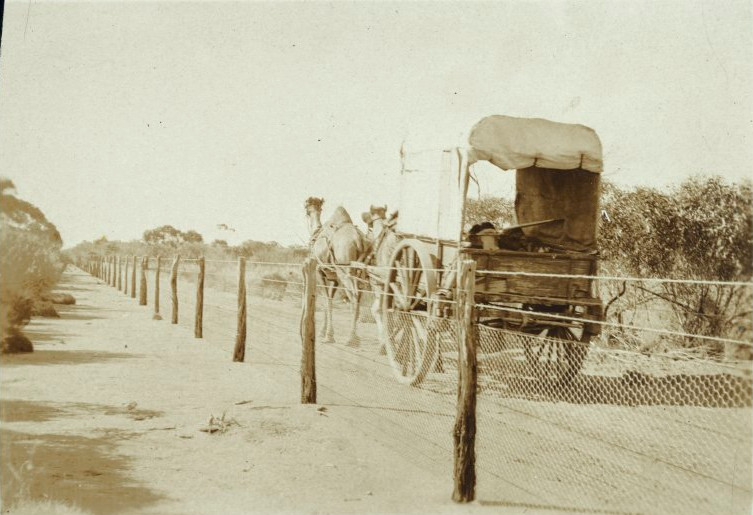
Primera tanca per evitar l'entrada de conills Austràlia Occidental (1926)

L'any 1907, es va construir una tanca de prova a Austràlia Occidental entre el Cap Keraudren i Esperance per tal de controlar la població de conill que s'havia estès de l'est a àrees pastorals australianes Occidentals. A causa que els conills europeus poden saltar molt amunt i fer forats, difícilment una tanca perfectament intacta que s'estenia per centenars de quilòmetres, i les portes de la qual els pagesos o els ramaders no deixaven d'obrir per fer passar el bestiar o la maquinària, era inversemblant que el projecte tingués èxit. Com a tal, la tanca Número 1 de prova, va fracassar a l'hora de mantenir la població de conill lluny de l'àrea protegida. Després del fracàs d'aquesta tanca a gran escala, projectes més petits van continuar amb cert èxit.

### Mesures biològiques

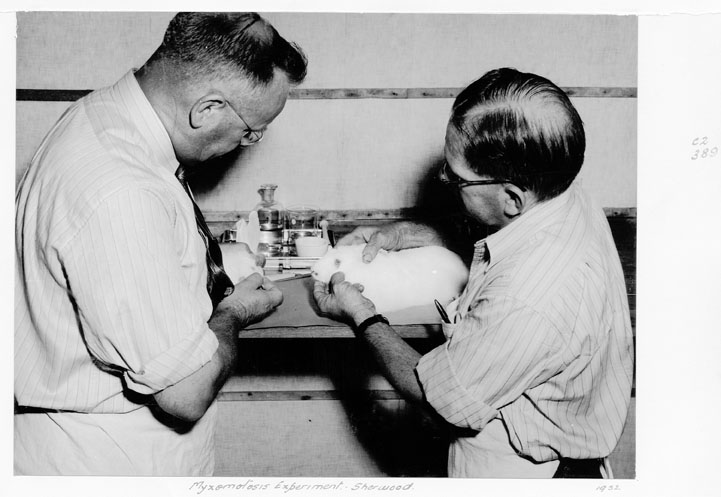
Control de la mixomatosi, 1952

El mètode d'introduïr malalties als conills per controlar la població ha tingut força èxit, però aquest èxit no va ocórrer tan de pressa com s'esperava.
Una oferta del govern de Nova Gal·les del Sud d'uns 25,000£ de recompensa per un control biològic de conills va atreure l'atenció de Louis Pasteur, que va proposar utilitzar el bacil de còlera del pollastre (conegut amb el nom de Pasteurella multocida). Tot i que aquella mesura no es va considerar viable, l'associació amb Pasteur va accelerar la introducció de la microbiologia a Austràlia.
El 16 d'abril de 1888, el govern de Nova Gal·les del Sud va crear una comissió reial "per realitzar una investigació completa i diligent sobre la introducció de malalties contagioses entre conills per inoculació, o la propagació de malalties naturals per als conills ... per si anava acompanyada per un perill per a la salut o la vida de l'ésser humà o vida animal que no fossin conills o que interferís malament amb la rendibilitat de les tasques agrícoles o ramaderes..." Les proves van ser realitzades a l'illa Rodd, i tot i que els conills que se'ls hi va donar aliment adulterat amb bacil de còlera del pollastre van morir, no es va tenir cap evidència del risc de contagi en conills sans.
El 1885, el professor Watson de la Universitat d'Adelaide va suggerir inocular als conills clivellat i alliberar-los en una zona tancada. Va arribar a la conclusió que la mesura seria ineficaç a les parts més seques del continent.
El setembre de 1887, Herbert Butcher (1854–1893) de Wilcannia va trobar diversos conills morts a l'Estació de Tintinallogy. H. Ellis de Sydney i va concloure que els animals havien mort d'una malaltia nova, la qual va batejar com a virus Tintinallogy. Va considerar que podria ser una mesura de control eficaç, però mai es va acabar aprovant perquè es va considerar que podria ser massa contagiós. La mort dels conills podria haver estat senzillament per inanició a causa d'elements naturals.
Entre 1906 i el 1907, Jean Danysz, de l'Institut Pasteur de París, va realitzar assaigs a l'illa de Broughton, Nova Gal·les del Sud, d'una soca de bacteris Pasteurella que havia desenvolupat específicament per als conills, però els resultats van ser menys satisfactoris
dels esperats. El doctor Danysz va considerar que l'illa de Broughton havia sigut una mala elecció com a lloc de prova i que s'haurien de realitzar àmplies proves a terra ferma. Frank Tidswell, el seu principal col·laborador australià, va continuar les proves de Danysz després que aquest marxés el 1907, i va iniciar també assajos amb els microbis Yalgogrin, Gundagai i Picton (anomenats així per a les estacions on es van trobar conills infectats), però faltava suport econòmic del govern federal, o la col·laboració dels estats afectats per demostrar que la mesura era segura i efectiva. El fet que aquests patògens no eliminessin poblacions senceres pot haver suscitat dubtes sobre la seva eficàcia.
El 1950, una recerca portada a terme per Franc Fenner, va alliberar el virus de mixoma intencionadament a la població de conill, provocant que la seva població baixés d'uns 600 milions al voltant 100 milions. La resistència genètica va anar creixent en els conills que van sobreviure, fent que població es recuperés fins a 200–300 milions el 1991.
Per combatre aquesta tendència a l'alça, el juny de 1991, la Commonwealth Scientific and Industrial Research Organisation (CSIRO) va provar el Calicivirus, el qual causa el virus de la malaltia hemorràgica del conill (RHD), per control biològic dels conills salvatges. El virus va ser provat de manera controlada a Wardang Illa, Sud d'Austràlia, i el octubre de 1995, va ser introduït en conills de Yunta i Engomar Cala, en el nord- est del sud d'Austràlia. A l'hivern de 1996, el virus va ser innoculat a conills de Victòria, Nova Gal·les del sud, el Territori del nord i Austràlia Occidental. El virus es va descobrir en aquestes zones mitjançant l'anàlisi de fetges de conills morts. L'èxit del virus va ser més elevat en zones seques, a causa d'un calicivirus benigne que es troba a les zones més fredes i més humides d'Austràlia, que immunitzava els conills contra la forma més virulenta.
Existeix una vacuna legal a Austràlia per RHD, però no hi ha cap cura per la mixomatosi o RHD, i molts animals de companyia afectats van ser eutanasiats. A Europa, on els conills es crieen a gran escala, són protegits en contra mixomatosi i calicivirus amb un virus genèticament modificat que es va desenvolupar a Espanya.
Un equip liderat pel viròleg Francisco Parra, treballant amb la Universitat d'Oviedo, a Astúries, va identificar una variant nova del virus el 2012. El patogen, una nova cepa de K5 (RHDV1), és extremadament letal i altament contagiós. El 2017, va ser alliberat per les autoritats australianes a 600 punts del continent. Es va aconsellar als propietaris de conills domèstics que vacunessin els seus animals.
El sud d'Europa, els conills ajuden a la conservació de depreadors en perill d'extinció que es troben en el punt més alt de la cadena alimentària. Aquests inclouen el linx ibèric i l'àguila imperial ibèrica. Per aquesta raó, les proves biològiques contra els conills a Austràlia son una preocupació seriosa pels conservacionistes d'aquestes espècies.